# Городское поселение Старая Купавна
Городско́е поселе́ние Ста́рая Купа́вна — упразднённое муниципальное образование в составе бывшего Ногинского муниципального района Московской области. Административный центр — город Старая Купавна.
Образовано 1 января 2006 года. Включает в себя территорию города Старая Купавна, посёлков Зелёный, Рыбхоз, села Бисерово, деревень Новая Купавна и Щемилово.
Председатель Совета депутатов — Лебедев Анатолий Евгеньевич.

## География
Городское поселение Старая Купавна располагается на западе Ногинского района. На востоке граничит с городским поселением Обухово и сельским поселением Аксёно-Бутырское, на юге — с городским поселением Электроугли, на западе — с городским округом Балашиха, на севере — с сельским поселением Медвежье-Озёрское и городским поселением Монино Щёлковского района. Площадь территории муниципального образования — 5591 га.
По территории поселения протекают реки Купавинка и Шаловка.

## История
Городское поселение Старая Купавна образовано 1 января 2006 года согласно Федеральному закону «Об общих принципах организации местного самоуправления в Российской Федерации» из территорий города Старая Купавна, посёлков Зелёный, Рыбхоз, села Бисерово, деревень Новая Купавна и Щемилово Ногинского района Московской области.

## Население
| 2006    | 2007    | 2008    | 2009    | 2010    | 2011    |
| ------- | ------- | ------- | ------- | ------- | ------- |
| 24 960  | ↗25 358 | ↘21 250 | ↗25 404 | ↗28 662 | ↗29 191 |
| 2012    | 2013    | 2014    | 2015    | 2016    | 2017    |
| →29 191 | ↗29 458 | ↗29 697 | ↗30 271 | ↗31 193 | ↗32 118 |
| 2018    |         |         |         |         |         |
| ↗33 127 |         |         |         |         |         |

## Состав городского поселения
| № | Населённый пункт | Тип населённого пункта        | Население |
| - | ---------------- | ----------------------------- | --------- |
| 1 | Бисерово         | село                          | ↗213      |
| 2 | Зелёный          | посёлок                       | ↗4066     |
| 3 | Новая Купавна    | деревня                       | ↗844      |
| 4 | Рыбхоз           | посёлок                       | ↗853      |
| 5 | Старая Купавна   | город, административный центр | ↗23 553   |
| 6 | Щемилово         | деревня                       | ↗875      |

## Демография

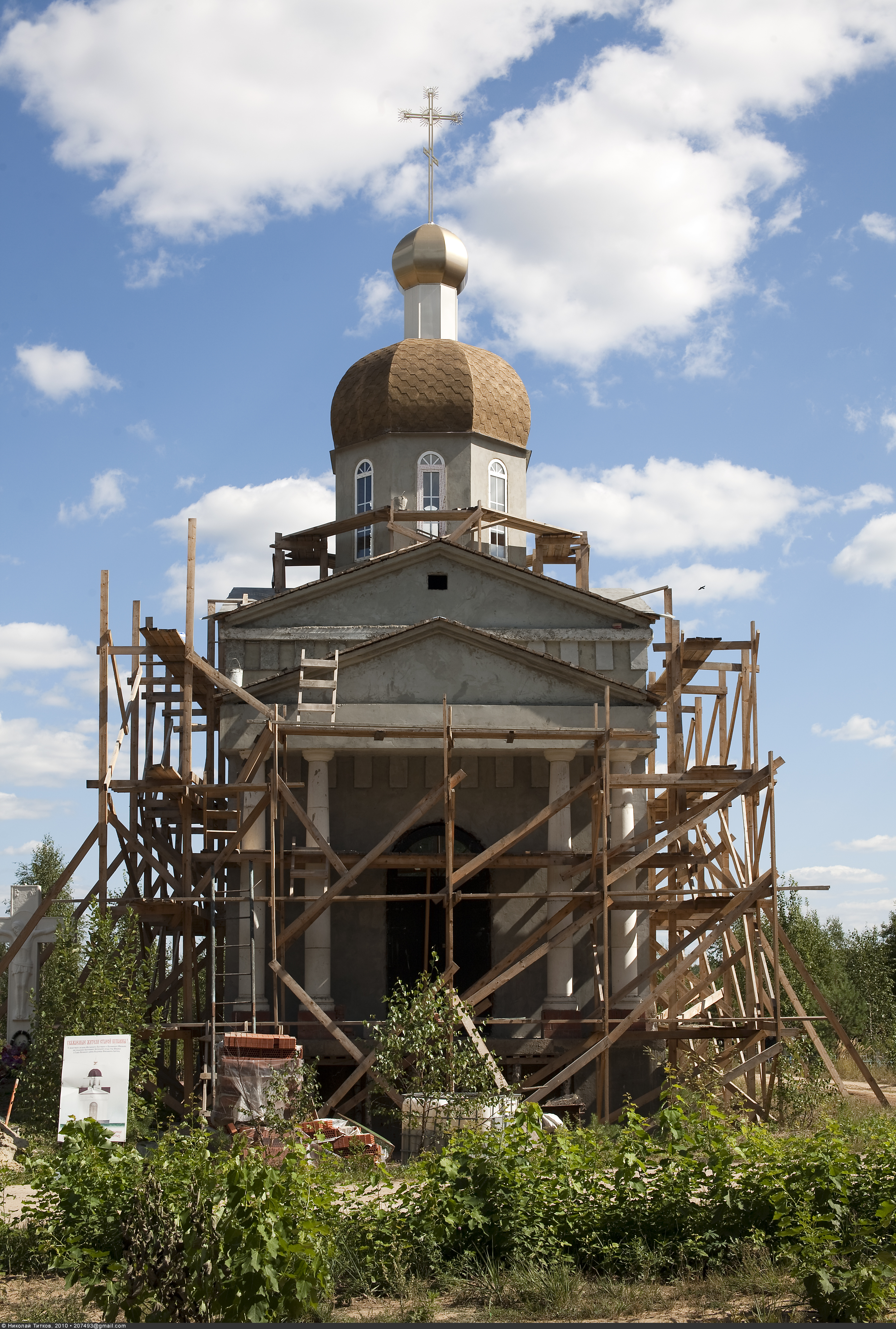
Кирпичная однокупольная часовня. Строится с 2009 года на городском кладбище Купавны

По данным администрации Ногинского муниципального района на 2007 г. на территории городского поселения Старая Купавна проживало 25330 жителей. Плотность населения составляла 454 чел./км².

## Местное самоуправление
4 сентября 2005 года Главой муниципального образования «Городское поселение Старая Купавна» путём голосования жителей избран Плешань Анатолий Сергеевич сроком на четыре года. 28 апреля 2008 года решением Преображенского суда города Москвы временно отстранен от занимаемой должности. До 11 октября 2009 года обязанности Главы исполнял Баранников Андрей Альбертович. 11 октября 2009 года на пятилетний срок Главой поселения был избран Сухин Игорь Васильевич.